# Pieter Alettinus Schenck
Pieter Alettinus Schenck (Amsterdam, 9 augustus 1928) is een Nederlands scheikundige en emeritus-hoogleraar algemene scheikunde aan de Technische Universiteit Delft, en rector magnificus van 1989 tot zijn emeritaat in 1993. Van 1977 tot 1991 was hij tevens buitengewoon hoogleraar organische geochemie aan de Universiteit van Utrecht. 

## Levensloop
Na het doorlopen van het gymnasium bèta in Amsterdam, studeerde Schenck scheikunde aan de Universiteit van Amsterdam.
Na zijn afstuderen heeft Schenck enige jaren onderzoek verricht. Daarna is hij aangesteld als gewoon hoogleraar Algemene scheikunde aan de Technische Hogeschool te Delft. Van 1989 tot zijn emeritaat in 1993 was hij tevens rector magnificus. In 1993 nam hij afscheid met de rede, getiteld "Fossiel, recent, verleden, heden, toekomst." 
Aan de Universiteit van Utrecht kreeg Schenck op 10 februari 1977 ook een aanstelling als buitengewoon hoogleraar Organische geochemie bij de faculteit van Wiskunde en natuurwetenschappen, Subfaculteit Geologie en geofysica. Deze aanstelling werd op 31 augustus 1991 beëindigd.
Schenck was in 1970 mede-oprichter en de eerste voorzitter van de European Association of Organic Geochemists (EAOG). Ter ere van hem hebben zij tussen 1993 en 2001 de P.A. Schenck Award uitgereikt. Het Technologisch Gezelschap heeft hem benoemd tot erelid en heeft hem onderscheiden als erepenningdrager. In 1992 is hij ook benoemd tot Ridder in de Orde van de Nederlandse Leeuw.

## Werk
Schenck was een gerenommeerd internationaal actief wetenschapper op het gebied van de organische scheikunde. Hoewel hij zelf nooit gepromoveerd was, was hij co-auteur in een hele serie invloedrijke specialistische artikelen op zijn vakgebied.   
Scheck was eind jaren 1960 actief geworden in de Geochemical Society, een internationale vereniging voor chemie, geologie en kosmologie. In 1970 was hij mede-oprichter van de European Association of Organic Geochemists (EAOG), en diende de eerste vier jaar als voorzitter.

## Publicaties
- P. A. Schenck, Geochemical Society. Organic Geochemistry Group. European Branch. (red.) Advances in organic geochemistry, 1968: proceedings. Pergamon Press, 1969.
- P.A. Schenck. Fossiel, recent, verleden, heden, toekomst. Afscheidsrede Technische Universiteit Delft, 1993.

Artikelen, een selectie
- Goossens, H., De Leeuw, J. W., Schenck, P. A., & Brassell, S. C. (1984). "Tocopherols as likely precursors of pristane in ancient sediments and crude oils." Nature, 312(5993), 440-442.
- Nip, M., Tegelaar, E. W., Brinkhuis, H., De Leeuw, J. W., Schenck, P. A., & Holloway, P. J. (1986). "Analysis of modern and fossil plant cuticles by Curie point Py-GC and Curie point Py-GC-MS: recognition of a new, highly aliphatic and resistant biopolymer." Organic Geochemistry, 10(4), 769-778.